# Short Crusader
Lo Short Crusader, noto anche come Short-Bristow Crusader o Short-Bristol Crusader  era un idrocorsa progettato da W.A. Bristow per partecipare alla Coppa Schneider del 1927. Era dotato di un motore radiale Bristol Mercury I.

## Storia del progetto

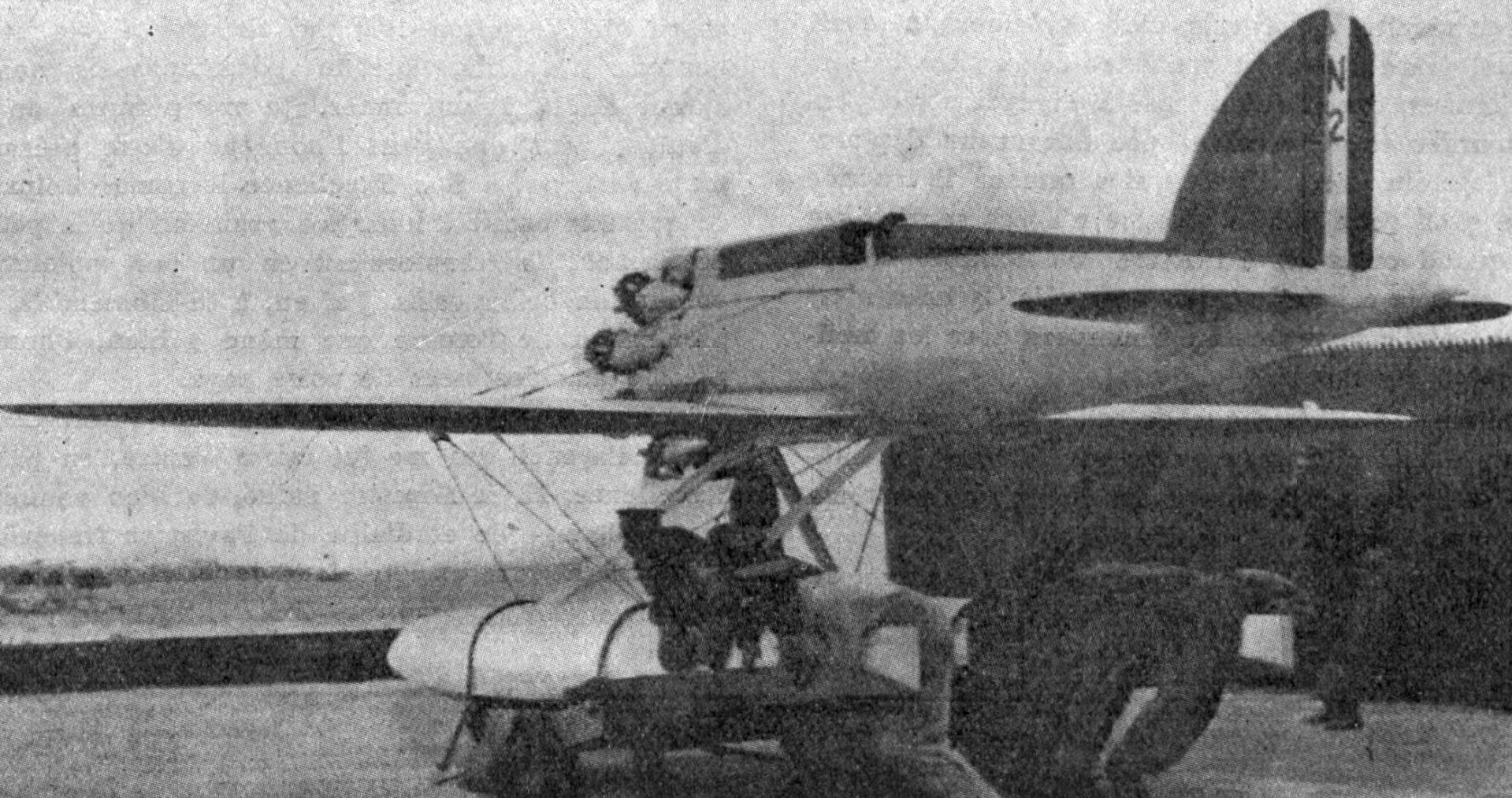
Lo Short Crusader fotografato su L'Aérophile, ottobre 1927.

Sebbene i motori in linea godessero di un grande vantaggio sugli aerei ad alta velocità, grazie alla minore area frontale rispetto ai motori radiali, il progettista Roy Fedden, l'ingegnere che curava lo sviluppo dei motori aeronautici presso la Bristol Aircraft, non era disposto a cedere l'iniziativa nello sviluppo dei nuovi motori alla Rolls-Royce e alla Napier. Fedden riuscì ad ottenere un contratto per lo sviluppo di una versione potenziata del radiale a nove cilindri Mercury.
Le prime versioni di produzione di questo motore erogavano 420 CV (310 kW), ma il motore potenziato arrivò a produrre 960 CV (720 kW) durante le prove al banco, sebbene durante il volo la potenza fosse limitata a 810 CV (600 kW). Il progetto per un velivolo da corsa che utilizzasse questo motore venne affidato al Lieut. Col. W.A. Bristow, un consulente aeronautico, e a W.G. Carter. Presentato all'Air Ministry all'inizio del 1926, il progetto fu accettato e venne emesso il contratto per la costruzione di un prototipo. Poiché apparve subito evidente che fosse necessario ricorrere alle risorse di una grande ditta costruttrice di aeromobili, la progettazione in dettaglio e la costruzione del prototipo vennero assegnati alla Short Brothers di Belfast, che aveva già realizzato idrovolanti con galleggianti a scarponi.

## Descrizione tecnica

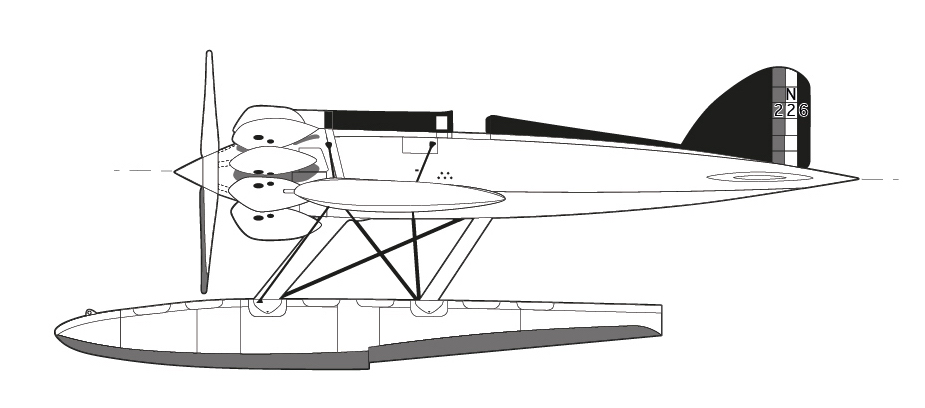
Profilo dell'idrocorsa Short Crusader.

L'aereo era un monoplano ad ala bassa di costruzione prevalentemente lignea. L'ala, con profilo alare RAF 27 biconvex, aveva configurazione ellittica, con massima corda e spessore a metà della campata su ciascun lato, che si assottigliava verso la radice. I due longheroni e le centine erano realizzati in abete rosso, ricoperti da un sottile strato di mogano ricoperto di seta. La parte posteriore della fusoliera monoscocca, aveva sezione ellittica ed era costruita in legno ricoperta da due strati di impiallacciatura in mogano applicati su ordinate e longheroni di abete rosso. La sezione anteriore era costruita con tubi di acciaio rivestiti con pannelli di duralluminio.
Il propulsore installato era un radiale Bristol Mercury I a 9 cilindri raffreddati ad aria, erogante la potenza di 810 hp (600 kW) ed azionante un'elica bipala a passo variabile in duralluminio.
I cilindri esposti del motore erano ricoperti da elmetti aerodinamici per minimizzare la resistenza, che immettevano abbastanza aria per raffreddare il motore. L'elmetto del cilindro più alto veniva prolungato all'indietro come una carenatura che incorporava il parabrezza e il poggiatesta del pilota.  I due galleggianti gemelli, costruiti in duralluminio, erano sorretti ciascuno da una coppia di montanti a V, rinforzati da tiranti.

## Impiego operativo

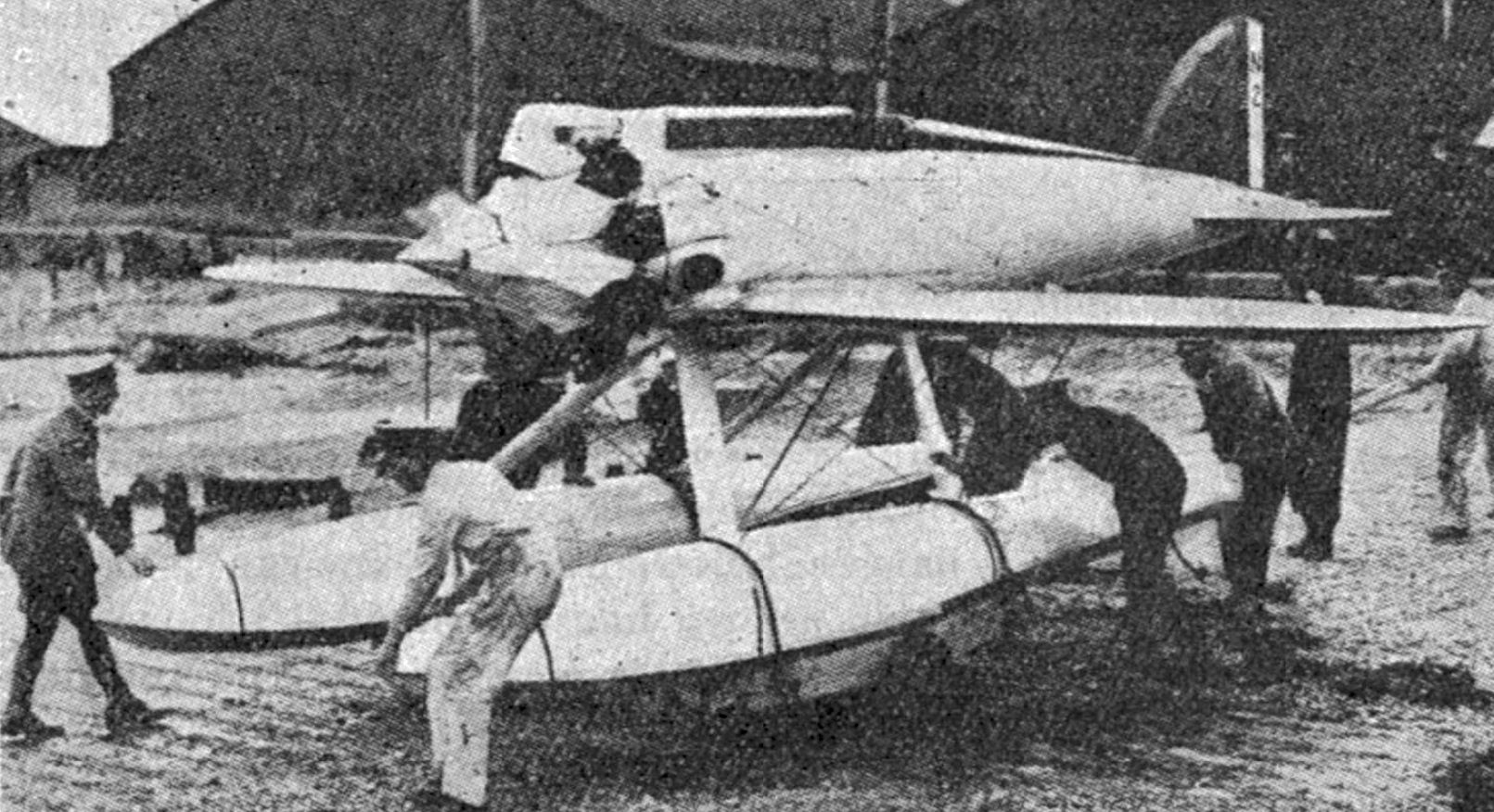
Il prototipo dello Short Crusader.

Il prototipo fu completato entro il 18 aprile 1927, ed era equipaggiato con un motore di potenza ridotta a 650 hp (480 kW) azionante un'elica bipala lignea per i test iniziali. I test di volo a Rochester vennero vietati dall'Air Ministry, e quindi, dopo i collaudi strutturali, l'aereo venne smontato e trasferito a Felixstowe, dove allora si trovava la High Speed Flight della Royal Air Force.
Il primo volo avvenne nelle mani del collaudatore Bert Hinkler, che prima di effettuarlo chiese alla Short di ingrandire l'area del timone di coda. Il 4 maggio Hinkler andò in volo per la prima volta, raggiungendo la velocità media di 232 mph (373 km/h) su un miglio misurato. All'atterraggio Hinkler ammarò toccando l'acqua prima con il galleggiante di sinistra, cosa che fece ruotare l'aereo, causando un grave cedimento dei montanti del galleggiante. Il collaudatore riferì inoltre che l'aereo in volo aveva sofferto di oscillazioni sull'asse a pieno regime, ammettendo di aver sbagliato a chiedere la modifica della superficie del timone, tanto che fu rimontato l'impennaggio originale. Il problema principale riscontrato fu l'aumento della pressione dell'aria in entrata al propulsore, che ne causava lo spegnimento intermittente.
Dopo le riparazioni, il ripristino del timone alle dimensioni originali e aver apportato alcune modifiche per alleviare il problema dell'ingresso dell'aria, Hinkler effettuò un secondo volo di prova, dopodiché l'aereo fu formalmente accettato dalla RAF. Il primo pilota militare a volare con il Crusader fu il Flt. Lieut. S.N. Webster, che segnalò le buone caratteristiche di volo, anche se il motore tendeva ancora a spegnersi a fasi alterne. Questo fatto diede luogo ad episodi allarmanti quando l'aereo fu successivamente pilotato dal Flying Officer H.M. Schofield. Nel mese di luglio vennero apportate nuove modifiche. Fu installato un nuovo motore, insieme ad un'elica da corsa in duralluminio, venne montato un serbatoio del carburante aggiuntivo posizionato nel galleggiante destro, al fine di dare all'aereo l'autonomia sufficiente a completare il percorso della Coppa Schneider, montate candele per le alte temperature, e apportate modifiche alle prese d'aria nell'ulteriore tentativo di ovviare ai problemi del motore.
A metà agosto il Crusader fu smontato e trasferito a bordo della portaerei HMS Hermes a Venezia. Qui fu installato il motore da corsa, ma poiché il velivolo risultò più lento rispetto agli altri aerei britannici, fu destinato ad essere usato come aereo da allenamento. L'11 settembre Schofield partì con l'aereo a pieno carico di carburante, che risultò troppo pesante per il decollo, ed allora il pilota mantenne l'aereo vicino all'acqua per aumentare la velocità. È probabile che il prototipo abbia incontrato una corrente d'aria causata dal caldo, perché improvvisamente l'ala destra si sollevò. Il pilota tentò di correggere il movimento, ma i fili di controllo degli alettoni erano stati incrociati durante la fase di rimontaggio, così che il loro movimento risultò invertito. L'aereo rollò sul suo asse e colpì l'acqua ad una velocità di 50 miglia all'ora (80 km/h). La fusoliera si ruppe a metà nella cabina di pilotaggio e Schofield fu sbalzato fuori, riportando gravi lividi, ma senza alcuna frattura ossea. Il pilota fu rapidamente recuperato da un motoscafo, mentre il velivolo affondò nella laguna e fu recuperato una settimana dopo. L'esame del relitto stabilì chiaramente la causa dell'incidente.

## Utilizzatori

### Militari
Regno Unito
- Royal Air Force - High Speed Flight

### Annotazioni
1. ↑  Carter era stato capo progettista presso la Hawker Engineering Company.